# Roman Iwanowitsch Klein

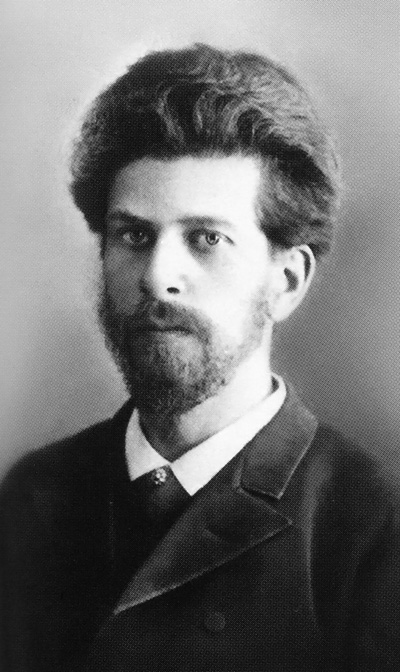
Roman Klein (1890)

Roman Iwanowitsch (Robert Julius) Klein (russisch Рома́н Ива́нович (Роберт Юлиус) Клейн; * 19. Märzjul. / 31. März 1858greg. in Moskau; † 3. Mai 1924 in Moskau) war ein bedeutender russischer Architekt und Hochschullehrer.

## Leben
Roman Klein mit Geburtsnamen Robert Julius Klein war Sohn einer Moskauer kinderreichen Familie jüdischer Herkunft, die später in den Ehrenbürgerstand aufgenommen wurde. Häufige Gäste waren Anton Grigorjewitsch Rubinstein und sein Bruder Nikolai Grigorjewitsch Rubinstein, der Architekt Alexandre Vivien de Châteaubrun und viele andere bekannte Künstler, Literaten und Musiker. Schon als Kind zeigte Klein eine Neigung zu Musik und Zeichenkunst, aber die Stunden mit Vivien bestimmten schließlich seine künftige Berufswahl.
Während des  Besuches des Moskauer Kreimann-Gymnasiums, eines der besten Privatgymnasien Russlands, nahm Klein auch an Kursen  der Moskauer Hochschule für Malerei, Bildhauerei und Architektur teil, wobei er zweimal ausgezeichnet wurde. Von 1875 bis 1877 arbeitete er als Zeichner bei dem Architekten Wladimir Jossifowitsch Sherwood beim Bau des Staatlichen Historischen Museums in Moskau mit. Von 1877 bis 1882 studierte er an der Kaiserlichen Kunstakademie. Das ihm nach dem erfolgreichen Abschluss zustehende Auslandsstipendium benutze er zu einem eineinhalbjährigen Studienaufenthalt in Italien und Frankreich. Er arbeitete bei dem bekannten Architekten Charles Garnier beim Bau verschiedener Länder-Pavillons im Stil des Historismus für die Weltausstellung Paris 1889 mit. Nach der Rückkehr nach Moskau arbeitete er von 1885 bis 1887 als Assistent bei verschiedener Architekten, insbesondere bei Sherwood und Alexander Protogenowitsch Popow.
1888 etablierte sich Klein als selbständiger Architekt. Sein erster Großauftrag war der der Unternehmerin und Mäzenin Warwara Alexejewna Morosowa (1848–1917) für den Bau ihres Moskauer Hauses, der ihn in den Handelsklub der Altgläubigen einführte. Von 1889 bis 1893 baute er die Mittlere Warenhausreihe am Moskauer Roten Platz, die mit der Oberen Reihe ein Gesamtensemble bildete, das heutige Warenhaus GUM. Seine Arbeiten wurden hoch geschätzt und waren nach dem Urteil der Kunst- und Architektur-Historikerin Marija Wladimirowna Naschtschokina (* 1953) nahezu vergleichbar mit den der Spitzenarchitekten Fjodor Ossipowitsch Schechtel, Lew Nikolajewitsch Kekuschew, Iwan Alexandrowitsch Fomin, Ilja Jewgrafowitsch Bondarenko und Illarion Alexandrowitsch Iwanow-Schitz.
1896 schrieb auf Initiative des Altphilologen Iwan Wladimirowitsch Zwetajew die Universität Moskau einen öffentlichen Wettbewerb zum Bau eines Museums für Bildende Künste aus, der von dem Eklektizismus-Architekten Pjotr Samoilowitsch Boizow gewonnen wurde. Da Boizow nicht berechtigt war, Bauten auszuführen, beauftragte die Universität Moskau Klein mit der Leitung des Museumsbaus und organisierte eine Rundreise Kleins zu den europäischen Museen. Klein übernahm zwar Boizows Planung, gestaltete aber eigenständig die Fassade im neo-griechischen Stil und den Innenausbau zusammen mit seiner Arbeitsgruppe, zu der der Ingenieur Wladimir Grigorjewitsch Schuchow, der Architekt und Ingenieur Iwan Iwanowitsch Rerberg, der Architekt und Stadtplaner Grigorij Borissowitsch Barchin, der Architekt Alexej Dmitrijewitsch Tschitschagow, der Grafiker, Maler und Architekt Ignatij Ignatjewitsch Niwinskij, der Maler Alexander Jakowlewitsch Golowin, der Architekt Pawel Alexandrowitsch Saruzkij und andere gehörten. Dank der großzügigen finanziellen Unterstützung durch den Hauptstifter Juri Stepanowitsch Netschajew-Malzow konnte Klein ein äußerst prachtvolles Museum realisieren. Der Grundstein wurde 1898 gelegt, und das Museum wurde 1912 eröffnet.
Während der Zeit des Museumsbaus führte Klein Aufträge Moskauer Großindustrieller aus, so die Fabrik Rote Rose in Moskau und eine Automobilfabrik in Fili, die jetzt das Raumfahrtzentrum GKNPZ Chrunitschew ist. Er baute von 1900 bis 1901 das von Juri Stepanowitsch Netschajew-Malzow gestiftete Adelige Armenhaus, von 1900 bis 1903 das erste Krebs-Hospiz Morosow-Institut in Moskau, von 1906 bis 1911 die Moskauer Choral-Synagoge des verstorbenen Architekten Semjon Semjonowitsch Eibuschitz und 1908 das Moskauer Muir & Mirrielees-Warenhaus im Stil der Neogotik mit Jugendstil-Elementen. In Serpuchow baute er 1900 das Stadtduma-Gebäude, von 1895 bis 1912 die Villa der Textilfabrikantenwitwe Anna Wassiljewna Marajewa im eklektizistischen und klassizistischen Stil, jetzt Kunsthistorisches Museum, und von 1893 bis 1896 die Kirche des göttlichen Erlösers im altrussischen Stil sowie die Allerheiligen-Kirche des Hohen Klosters.
Nach der Oktoberrevolution blieb Klein in Russland und wurde von den neuen Mächten genügend in Anspruch genommen. Jedoch war er an dem Bauaufschwung Mitte der 1920er Jahre nicht beteiligt. Von 1918 bis zu seinem Tode arbeitete er als Architekt des Puschkin-Museums. Er war Mitglied des Verwaltungsrats der Kasaner Eisenbahn und des der Nordbahn, und er hatte einen Lehrstuhl an der Staatlichen Technischen Universität Moskau inne. Er führte viele Projekte aus, die er dann nicht mehr realisiert konnte. In seinen letzten vier Monaten leitete er Projekte für das Volkskommissariat für Bildungswesen.
Klein wurde auf dem Moskauer Wwedenskoje-Friedhof begraben.